# Telechrysis
Telechrysis är ett släkte av fjärilar som beskrevs av Sergiusz Toll 1956. Telechrysis ingår i familjen praktmalar, (Oecophoridae). Internationellt förs det här släktet ibland till familjen plattmalar, (Depressariidae)
Släktet innehåller endast arten Trepunktspraktmal, Telechrysis tripuncta.